# Metronome Studios AB
Metronome Studios AB var ett svenskt filmbolag som bildades 1953 av Sven Nicou och Mats Bjerke, samt bröderna Anders Burman och Lars Burman, när man tog över Film AB Imagos lokaler belägna i före detta Djursholmsbanans elverk.

## Metronome Studios
Affärsidén var att göra egen film i egna lokaler samt att hyra ut till andra filmproducenter och till företag som behövde utrymme för reklamfotografering. Lokalerna bestod av två filmstudios, teknikförråd, ljudstudio, sminkloger och kontor. Metronome studios hade en fast teknisk stab som bland andra bestod av Jan Lindeström, A-fotograf, Gösta Wiholm, ljudtekniker, som senare kompletterades med Rune Persson, Lasse Norberg och Åke W Borglund.
Bolagets första film var Sju svarta be-hå (1954), regisserad av Gösta Bernhard med Dirch Passer och Annalisa Ericsson i huvudrollerna. Det blev ytterligare 26 filmproduktioner som spelades in i Metronome studios innan bolaget försvann då fastigheten allvarligt eldhärjades den 10 februari 1961. Verksamheten återupptogs 1964 av STV, Svensk TV-produktion. Bland de mer uppmärksammade filmer som spelades in i det gamla elverket var Simon syndaren (1954), Blondin i fara (1957), Rymdinvasion i Lappland (1959), Vaxdockan (1961) och Raggargänget (1962).